# Radonvilliers
Cet article possède un paronyme, voir Badonviller.
Pour les articles homonymes, voir Radonvilliers (homonymie).
Radonvilliers est une commune française, située dans le département de l'Aube en région Grand Est.

## Géographie et organisation territoriale
Radonvilliers se situe sur le territoire de la réserve naturelle nationale de la forêt d'Orient au sein du parc naturel régional de la forêt d'Orient, à 35 km à l’Est de Troyes et à environ 4.5 km de Brienne-le-château.
Le village fait partie de la communauté de commune des Lacs de Champagne dont le siège se situe à Brienne-le-château.
La commune est traversée par la rivière Amance qui alimente le lac d'Amance se trouvant à cheval sur le territoire des communes de Dienville et de Radonvilliers. Le quartier Chantemerle, que la rivière Amance sépare du centre bourg, se situe dans la partie ouest de la commune. Un ancien pont-vanne datant du XVIIe siècle permet de circuler entre le centre bourg et le quartier Chantemerle.
L'Aube borde et dessine la limite nord de la commune.

### Communes limitrophes
| Mathaux | Brienne-la-Vieille | Brienne-la-Vieille |
| Mathaux | Radonvilliers      | Brienne-la-Vieille |
| Amance  | Dienville          | Dienville          |

### Hydrographie
La commune est dans la région hydrographique « la Seine de sa source au confluent de l'Oise (exclu) » au sein du bassin Seine-Normandie. Elle est drainée par l'Aube, l'Amance, le ruisseau du Temple, le Fossé 01 de la commune de Mathaux, l'Arcot, le Fossé 01 de la Fontaine Hurle-Tête, le Fossé 01 de la Fontaine Morange, le Fossé 01 de la Haie du Bois, le Fossé 01 de la Lieutenance, le Fossé 01 de l'Étang de la Frouasse, le Fossé 01 du Pré aux Ruelles, le Fossé 02 de l'Étang de la Frouasse, le Fossé 04 de la commune de Radonvilliers, le Fossé 05 de la commune de Radonvilliers, le Fossé 05 de la Forêt du Temple, la Fosse 10 de la commune de Piney, la Fosse 11 de la Forêt du Temple, le ru de la Fontaine aux Oiseaux, le ruisseau de la Valette et divers autres petits cours d'eau,.
L'Aube, d'une longueur de 249 km, prend sa source dans la commune d'Auberive et se jette  dans la Seine à Marcilly-sur-Seine, après avoir traversé 82 communes.
L'Amance, d'une longueur de 13 km, prend sa source dans la commune de Vauchonvilliers et se jette  dans l'Aube à Mathaux, après avoir traversé six communes.
Le ruisseau du Temple, d'une longueur de 18 km, prend sa source dans la commune de Vendeuvre-sur-Barse et se jette  dans l'Auzon à Brévonnes, après avoir traversé sept communes.

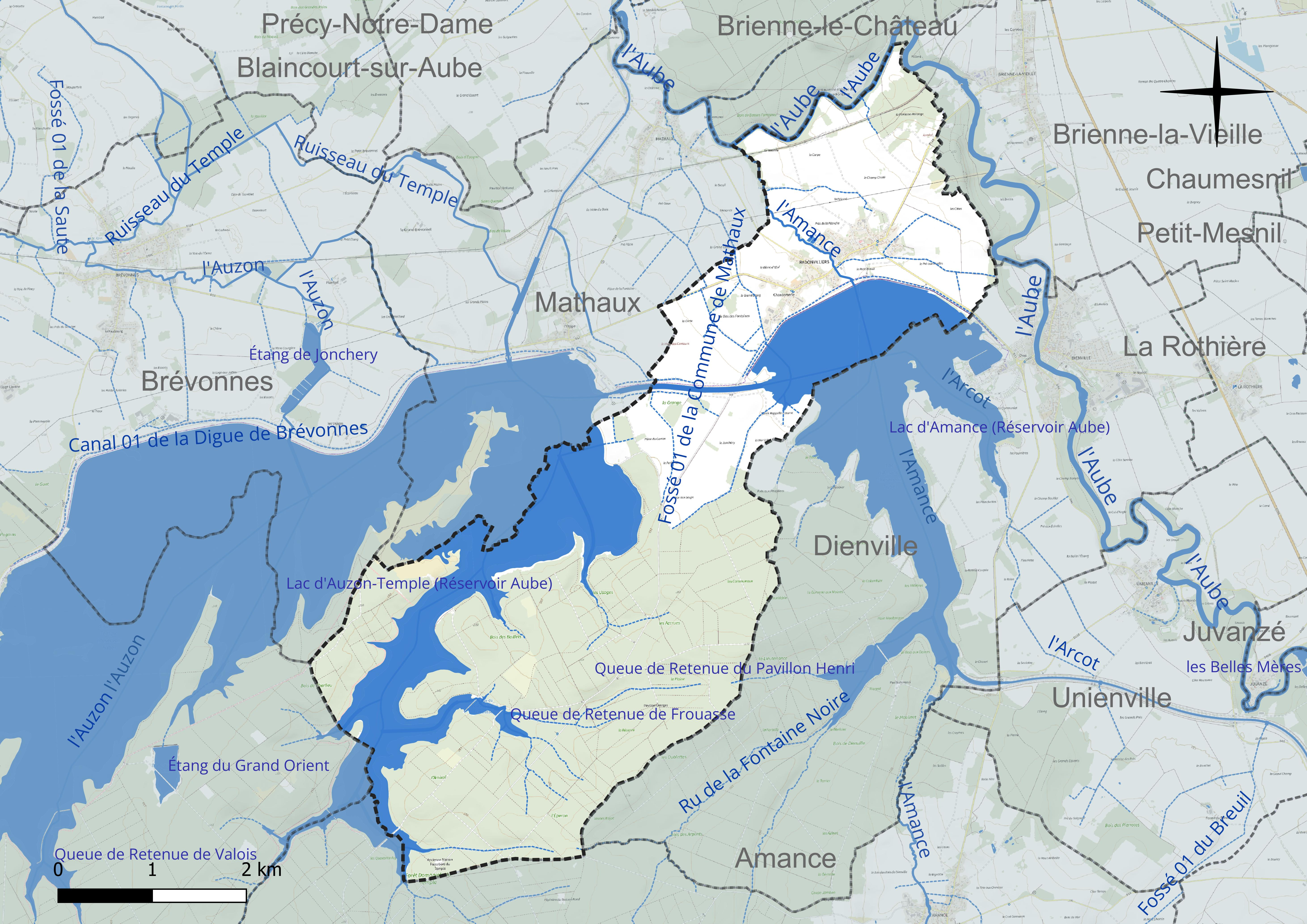
Réseau hydrographique de Radonvilliers.

Trois plans d'eau complètent le réseau hydrographique : le lac d'Amance (le réservoir Aube), d'une superficie totale de 460,4 ha (138,5 ha sur la commune), le lac d'Auzon-Temple (le réservoir Aube), d'une superficie totale de 1 830,5 ha (312 ha sur la commune) et Queue de la retenue de Frouasse (8,8 ha),.

### Climat
Pour des articles plus généraux, voir Climat du Grand Est et Climat de l'Aube.
En 2010, le climat de la commune est de type climat océanique dégradé des plaines du Centre et du Nord, selon une étude du Centre national de la recherche scientifique s'appuyant sur une série de données couvrant la période 1971-2000. En 2020, Météo-France publie une typologie des climats de la France métropolitaine dans laquelle la commune est exposée à un climat océanique altéré et est dans la région climatique Lorraine, plateau de Langres, Morvan, caractérisée par un hiver rude (1,5 °C), des vents modérés et des brouillards fréquents en automne et hiver.
Pour la période 1971-2000, la température annuelle moyenne est de 10,4 °C, avec une amplitude thermique annuelle de 15,9 °C. Le cumul annuel moyen de précipitations est de 773 mm, avec 11,8 jours de précipitations en janvier et 8,4 jours en juillet. Pour la période 1991-2020, la température moyenne annuelle observée sur la station météorologique de Météo-France la plus proche, « Mathaux-Étape », sur la commune de Mathaux à 2 km à vol d'oiseau, est de 11,5 °C et le cumul annuel moyen de précipitations est de 733,9 mm. 
La température maximale relevée sur cette station est de 41,5 °C, atteinte le 25 juillet 2019 ; la température minimale est de −18 °C, atteinte le 2 janvier 1997,,.
Les paramètres climatiques de la commune ont été estimés pour le milieu du siècle (2041-2070) selon différents scénarios d'émission de gaz à effet de serre à partir des nouvelles projections climatiques de référence DRIAS-2020. Ils sont consultables sur un site dédié publié par Météo-France en novembre 2022.

## Urbanisme

### Typologie
Au 1er janvier 2024, Radonvilliers est catégorisée commune rurale à habitat dispersé, selon la nouvelle grille communale de densité à 7 niveaux définie par l'Insee en 2022.
Elle est située hors unité urbaine. Par ailleurs la commune fait partie de l'aire d'attraction de Brienne-le-Château, dont elle est une commune de la couronne,. Cette aire, qui regroupe 30 communes, est catégorisée dans les aires de moins de 50 000 habitants,.
La commune, bordée par des plans d’eau intérieurs d’une superficie supérieure à 1 000 hectares, les lacs Amance et du Temple, est également une commune littorale au sens de la loi du 3 janvier 1986, dite loi littoral. Des dispositions spécifiques d’urbanisme s’y appliquent dès lors afin de préserver les espaces naturels, les sites, les paysages et l’équilibre écologique du littoral, tel le principe d'inconstructibilité, en dehors des espaces urbanisés, sur la bande littorale des 100 mètres, ou plus si le plan local d’urbanisme le prévoit.

### Occupation des sols
L'occupation des sols de la commune, telle qu'elle ressort de la base de données européenne d’occupation biophysique des sols Corine Land Cover (CLC), est marquée par l'importance des forêts et milieux semi-naturels (51,2 % en 2018), une proportion sensiblement équivalente à celle de 1990 (51,7 %). La répartition détaillée en 2018 est la suivante : 
forêts (49,7 %), terres arables (20,5 %), eaux continentales (19,8 %), prairies (6,6 %), zones urbanisées (1,9 %), milieux à végétation arbustive et/ou herbacée (1,4 %). L'évolution de l’occupation des sols de la commune et de ses infrastructures peut être observée sur les différentes représentations cartographiques du territoire : la carte de Cassini (XVIIIe siècle), la carte d'état-major (1820-1866) et les cartes ou photos aériennes de l'IGN pour la période actuelle (1950 à aujourd'hui).

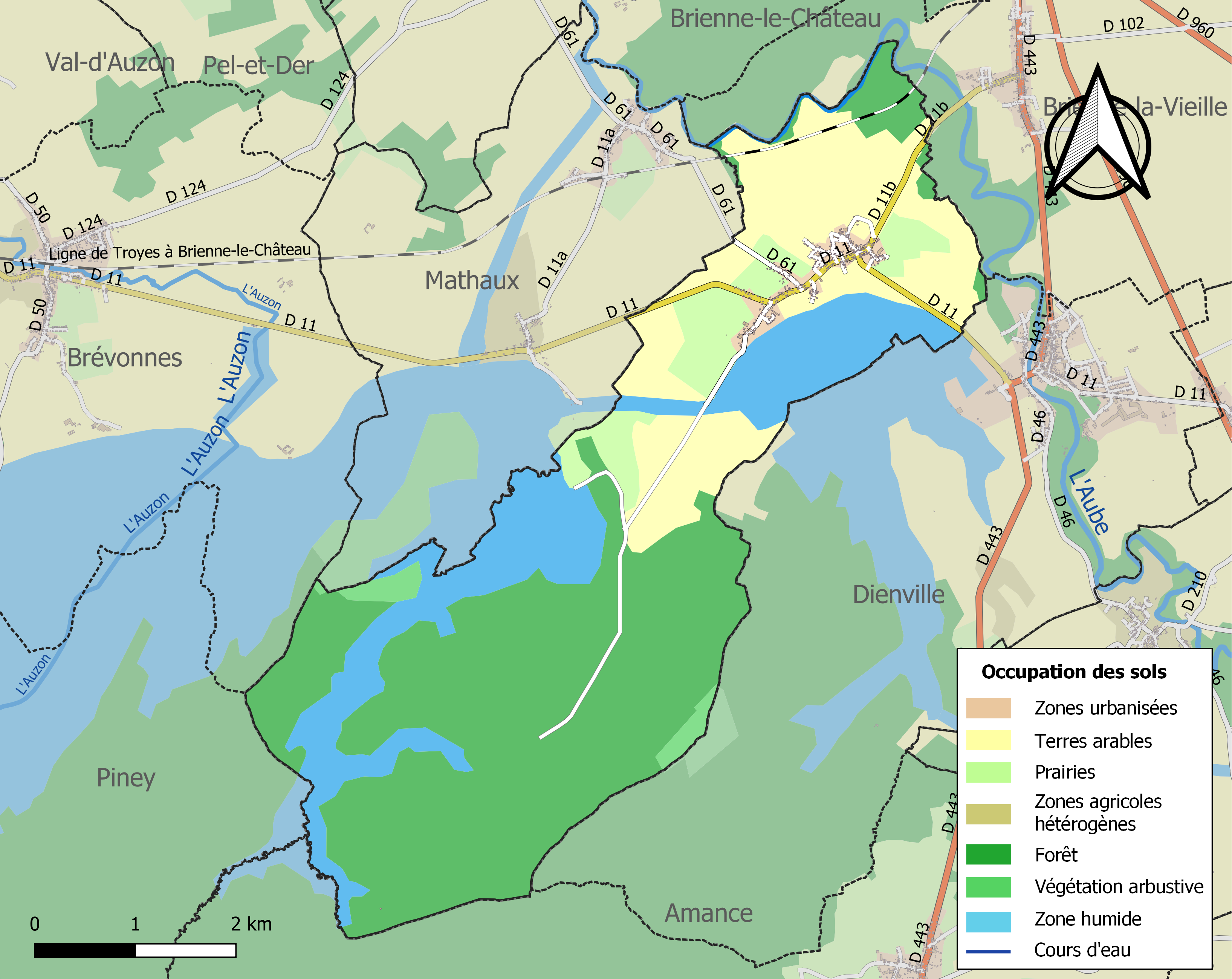
Carte des infrastructures et de l'occupation des sols de la commune en 2018 (CLC).

## Histoire
Vers 1080 un prieuré dépendant de l'abbaye de Molesme est fondé lorsque Gauthier de Brienne, le châtelain du donjon de Brienne, lègue à l'abbaye de Molesme tout ce qu'il possède à Radonvilliers,.
Les différents noms répertoriés pour Radonvilliers du XIe siècle au XVIIe siècle sont,, :
- Villare Radonis (1080, cartulaire de l'abbaye de Molème)
- Radonvillare, Villaradonis (1104, cartulaire de l'abbaye de Molème)
- Radonivillare (1114, cartulaire de l'abbaye de Molème)
- Radonis Villare (1128)
- Radonviler (1135, cartulaire de l'abbaye de Molème)
- Radunviler (1185, archives du château de Brienne)
- Radunvillare (1185, cartulaire de l'abbaye de Montiérendier)
- Radonvillers (1206, cartulaire de l'abbaye de Molème)
- Radonvillarium (1229, cartulaire de l'abbaye de Molème)
- Radonvillare (1407, pouillé)
- Radonvilliers (XVIe siècle, liste des paroisses du diocèse)
- Prioratus de Radonvillari (XVIIe siècle, pouillé)
- Radonisvilla
- Radonviller
- Radonvilers

Le nom du village, que l'on peut interpréter comme "le hameau de Radon", pourrait donc trouver son origine dans l'établissement en ce lieu d'un individu dénommé Radon ou Rado dont l'habitation serait devenu le noyau du village.
Vers 1770 les bâtiments du prieuré de Radonvilliers furent démolis et les pierres amenées pour la construction de l'hôpital de Brienne.
En 1850 le gué sur l'Amance est remplacé par un pont en maçonnerie de 10 m.
Le 15 juillet 1881 est formée la société en nom collectif Mielle Frères destinée à la fabrication de poteries.
À la suite des crues de la Seine du début du XXe siècle qui inondèrent Paris, l'État et le département de la Seine décidèrent de la création de lacs-réservoirs pour contrôler les crues et apporter de l'eau en été à la Seine. L'Aube, important affluent de la Seine, fit donc l'objet de travaux pour créer les lacs d'Amance et du Temple.
Courant 1983 débutèrent notamment les travaux du lac d'Amance, celui-ci se trouvant à cheval sur les communes de Radonvilliers et de Dienville. Les travaux de réalisation de la digue de Radonvilliers sont confiés aux entreprises Bec Frères, Guintoli et Demathieu et Bard et démarrent le 1er septembre 1984 pour s'achever en octobre 1986.

## Politique et administration
| Période                                  | Période   | Identité             | Étiquette | Qualité                                        |
| ---------------------------------------- | --------- | -------------------- | --------- | ---------------------------------------------- |
|                                          | mars 2008 | Jean-Marie Marjolet  |           |                                                |
| mars 2008                                | 2014      | Jean-Marie Coutord   | DVD       | Retraité                                       |
| 2014                                     | mai 2020  | Jacques Sonrier      |           | Retraité                                       |
| mai 2020                                 | En cours  | Jean-Baptiste Bertin |           | cadres administratifs, commercial d'entreprise |
| Les données manquantes sont à compléter. |           |                      |           |                                                |

## Démographie
L'évolution du nombre d'habitants est connue à travers les recensements de la population effectués dans la commune depuis 1793. Pour les communes de moins de 10 000 habitants, une enquête de recensement portant sur toute la population est réalisée tous les cinq ans, les populations de référence des années intermédiaires étant quant à elles estimées par interpolation ou extrapolation. Pour la commune, le premier recensement exhaustif entrant dans le cadre du nouveau dispositif a été réalisé en 2006.

En 2022, la commune comptait 326 habitants, en évolution de −13,76 % par rapport à 2016 (Aube : +0,7 %, France hors Mayotte : +2,11 %).
| 1793 | 1800 | 1806 | 1821 | 1831 | 1836 | 1841 | 1846 | 1851 |
| ---- | ---- | ---- | ---- | ---- | ---- | ---- | ---- | ---- |
| 447  | 426  | 434  | 498  | 607  | 640  | 616  | 639  | 657  |

| 1856 | 1861 | 1866 | 1872 | 1876 | 1881 | 1886 | 1891 | 1896 |
| ---- | ---- | ---- | ---- | ---- | ---- | ---- | ---- | ---- |
| 628  | 663  | 746  | 616  | 605  | 577  | 605  | 610  | 603  |

| 1901 | 1906 | 1911 | 1921 | 1926 | 1931 | 1936 | 1946 | 1954 |
| ---- | ---- | ---- | ---- | ---- | ---- | ---- | ---- | ---- |
| 543  | 538  | 471  | 429  | 439  | 391  | 365  | 353  | 403  |

| 1962 | 1968 | 1975 | 1982 | 1990 | 1999 | 2006 | 2011 | 2016 |
| ---- | ---- | ---- | ---- | ---- | ---- | ---- | ---- | ---- |
| 340  | 351  | 365  | 337  | 370  | 367  | 380  | 402  | 378  |

| 2021 | 2022 | - | - | - | - | - | - | - |
| ---- | ---- | - | - | - | - | - | - | - |
| 341  | 326  | - | - | - | - | - | - | - |

## Lieux et monuments

### Église Notre-Dame-de-l'Assomption

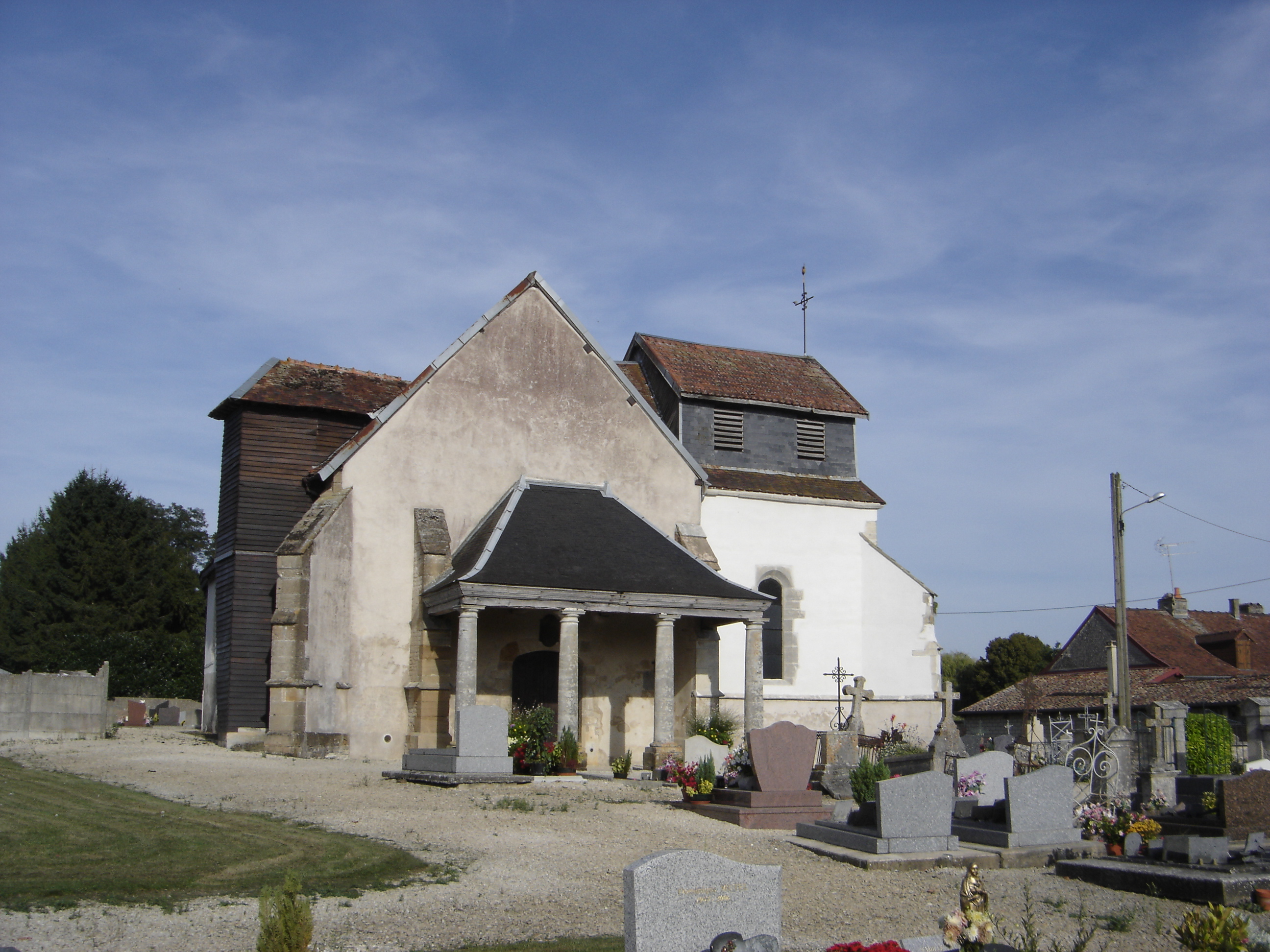
Église Notre-Dame-de-l'Assomption.

L’église paroissiale Notre-Dame-de-l'Assomption de Radonvilliers est un édifice datant du XIe siècle. Elle est agrandie au XVIe siècle puis au XIXe siècle. Au XIXe siècle le clocher est frappé par la foudre et détruit.

### Pont-vanne sur l'Amance

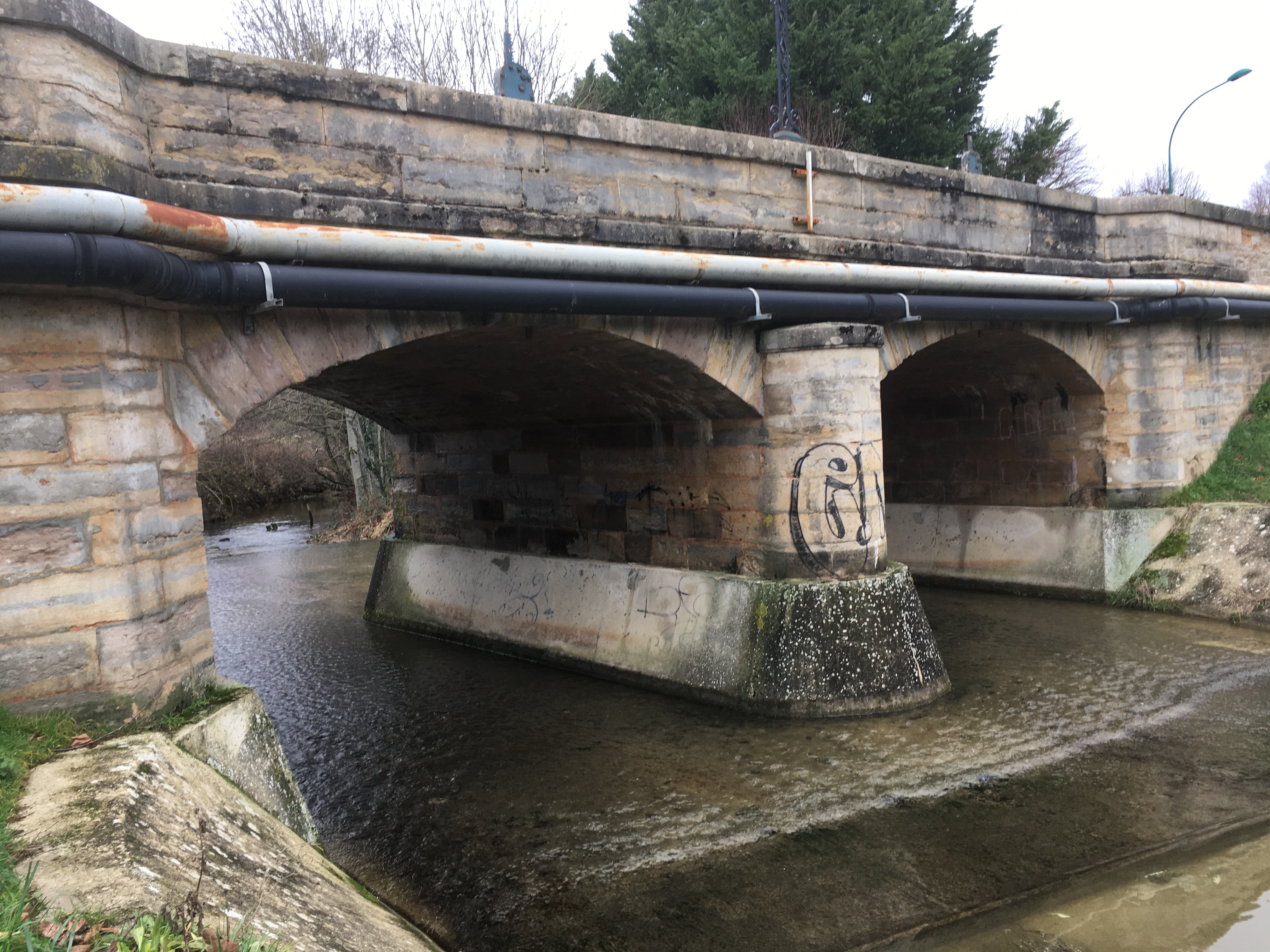
Ancien pont-vanne sur l'Amance à Radonvilliers.